# Chrono des Nations-Les Herbiers-Vendée 2015
Le Chrono des Nations-Les Herbiers-Vendée 2015 est la trente-quatrième édition de cette course cycliste contre-la-montre, la dixième sous ce nom adopté en 2006. Le Chrono des Nations-Les Herbiers-Vendée est disputé par huit catégories de cyclistes : quatre chez les hommes (élites, espoirs, juniors et cadets) et quatre chez les femmes (élites, espoirs, juniors et cadettes).

## Résultats

### Classement final
| Classement de l'étape | Classement de l'étape | Classement de l'étape | Classement de l'étape | Classement de l'étape |
|                       | Coureur               | Pays                  | Équipe                | Temps                 |
| --------------------- | --------------------- | --------------------- | --------------------- | --------------------- |
| 1er                   | Vasil Kiryienka       | Biélorussie           | Sky                   | en 1 h 4 min 36 s     |
| 2e                    | Marcin Białobłocki    | Pologne               | ONE                   | + 1 min 12 s          |
| 3e                    | Johan Le Bon          | France                | FDJ                   | + 1 min 37 s          |
| 4e                    | Stéphane Rossetto     | France                | Cofidis               | + 2 min 2 s           |
| 5e                    | Nélson Oliveira       | Portugal              | Lampre-Merida         | + 2 min 18 s          |
| 6e                    | Reidar Borgersen      | Norvège               | Joker                 | + 2 min 31 s          |
| 7e                    | Adriano Malori        | Italie                | Movistar              | + 2 min 47 s          |
| 8e                    | Daniel Westmattelmann | Allemagne             | Kuota-Lotto           | + 2 min 48 s          |
| 9e                    | Olivier Pardini       | Belgique              | Verandas Willems      | + 3 min 4 s           |
| 10e                   | James McLaughlin      | Royaume-Uni           | Madison Genesis       | + 3 min 26 s          |
| modifier              |                       |                       |                       |                       |